# Francesco Bagnara
Pour les articles homonymes, voir Bagnara.
Francesco Bagnara, né à Vicence en 1784 et mort à Venise en 1866, est un peintre, architecte et scénographe italien.

## Biographie
Élève de Giuseppe Borsato à l'Académie des Beaux-Arts de Venise, il devient rapidement un scénographe recherché. Il travaille, de 1820 à 1839, au théâtre de la Fenice, sur les plus grands chefs-d'œuvre de l'opéra italien. À partir des règles de la stricte scénographie, il réussit à représenter le rapport entre personnage et drame dans une vision romantique. Il abandonne la perspective à sa seule fin pour tenter d'instaurer une atmosphère rendant les états d'âme. Le Museo Correr détient six gros volumes contenant les esquisses réalisées par Bagnara pour le théâtre. 
En 1838, nommé à la chaire de l'Académie des Beaux-Arts de Venise qu'il préside jusqu'en 1852, il abandonne la scénographie. 
Bagnara est également connu comme peintre et architecte. Dans ce domaine on lui connaît l'aménagement des Giardini Papadopoli à Venise pour lesquels il a employé des éléments architectoniques, suivant le modèle anglais à l'exemple du Selva pour les jardins napoléoniens. En 1833 il réalise, toujours à Venise, la décoration des salles du Teatro stabile del Veneto « Carlo Goldoni ».